# Yves Montand chante ses dernières créations
Albums de Yves Montand
Montand chante Paris Récital 1953 au Théâtre de l'Étoile
Yves Montand chante ses dernières créations est le troisième album d'Yves Montand publié en 1953 par les  Odeon.

## Édition originale de1953

### Style de l'album
- chanson française, poèmes mis en musique, valse, swing, jazz.
- Album Studio.

### Indexation détaillée des titres
- Le dormeur du val
- Flamenco de Paris
- Le galérien
- Saltimbanques
- Quand un soldat
- Saint-Paul de Vence
- Rendez-Vous avec la liberté
- Les routiers